# Nemesbikk
Nemesbikk è un comune dell'Ungheria di 1.044 abitanti (dati 2001) . È situato nella contea di Borsod-Abaúj-Zemplén.